# 軟骨膜
軟骨膜 （なんこつまく、The perichondrium、from Greek ギリシア語: περί and ギリシア語: χόνδρος) は、発育中の骨の軟骨を取り囲む高密度の不規則な結合組織の層である。

## 解説
軟骨膜は外側の線維層と内側の軟骨層の2つの層で構成されている。線維層には線維芽細胞が含まれ、コラーゲン線維を産生する。軟骨層は未分化のままで、軟骨芽細胞を形成することができる。軟骨膜は弾性軟骨とヒアルロン酸軟骨の周囲に存在する。
軟骨膜は、不規則なコラーゲン性結合組織の一種であり、軟骨の成長と修復にも機能する。 軟骨膜にはI型コラーゲン とXII型コラーゲンが含まれている。